# Aleksa Pejić
Aleksa Pejić (in serbo Алекса Пејић?; 9 luglio 1999) è un calciatore serbo, centrocampista del TSC Bačka Topola.

## Caratteristiche tecniche
È un mediano.

## Carriera

### Club
Cresciuto nel settore giovanile del Brodarac, nel 2019 è stato acquistato dal Proleter Novi Sad. Ha esordito il 21 luglio 2019 disputando con l'incontro di Superliga serba perso 3-0 contro il Radnički Niš.

### Nazionale
Nel 2021 ha esordito con la nazionale serba.

## Palmarès

### Club

#### Competizioni nazionali
- Supercoppa di Bielorussia: 1

Šachcër Salihorsk: 2021
- Campionato bielorusso: 1

Šachcër Salihorsk: 2022